# Virgen de la Blanca (Soria)
La Virgen de la Blanca también conocida con la advocación de la Virgen del Mercado es una advocación mariana que se venera en la ciudad de Soria (Castilla y León, España).

## Historia
Según algunos cronistas como Tutor, Mosquera o Loperráez, en el lugar que hoy ocupa la Plaza de Toros de Soria subsistió durante toda la dominación árabe y apareció después ya como iglesia, una pobre ermita bajo la advocación de Nuestra Señora de la Blanca, también denominada de la Virgen del Mercado. Estos cronistas retroceden su fundación hasta el reinado del visigodo Recaredo basándose en que en la puerta del monasterio había una cruz de metal de campana, en la que, entre otras labores, estaban esculpidas el alfa y la omega, símbolos de la divinidad del verbo que negaban los arrianos, cuya herejía fue desterrada en tiempo del monarca Recaredo.
Lo que si es seguro es que la primitiva fábrica románica se remontaba a los primeros años de la reconquista. Posteriormente se entregó la iglesia a los monjes Bernardos de San Benito para que establecieran su priorato. El general José Joaquín Durán, en marzo de 1812, mandó demoler este monasterio para evitar que los franceses se atrincheraran.

## Festividad

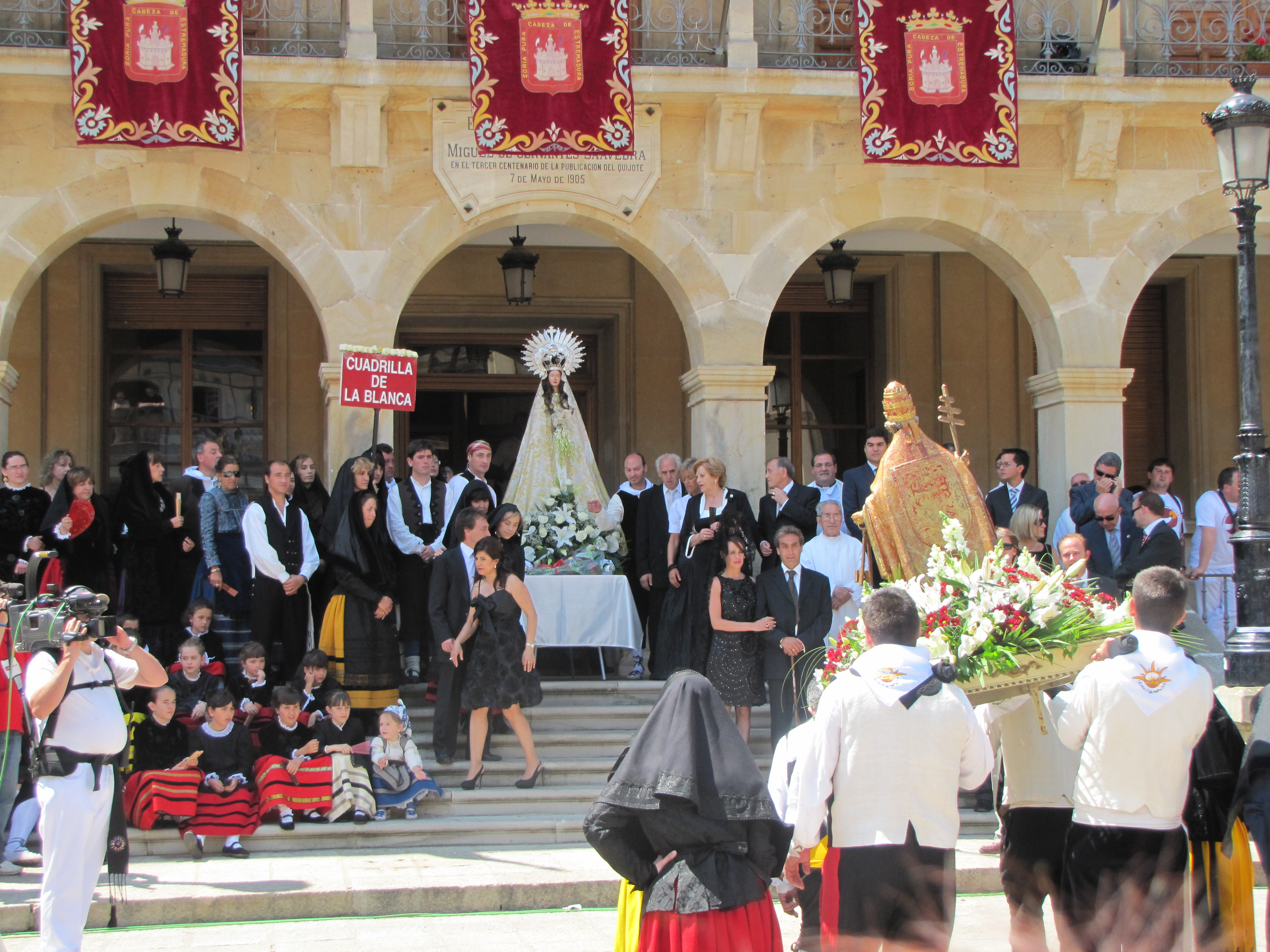
San Pedro rindiéndole pleitesía a la Virgen en la mañana del Lunes de Bailas.

El domingo siguiente al día de San Juan, las cuadrillas del común de Soria divididas en doce barrios, cada una con su santo titular, acudían al encuentro unas de otras en el largo trayecto de la calle del Collado, y todas juntas iban en procesión hasta la puerta de la iglesia, donde les esperaba un monje vestido con los ornamentos sagrados y después se celebraba una solemne misa. Acabada la misa todos se retiraban a la Dehesa de San Andrés (Alameda de Cervantes) donde se tenían ya cocidos en calderas trozos de toro y otras viandas como pan y vino se daban a todos los vecinos asistentes, a los pobres y a los forasteros. Este fue el origen de las Fiestas de San Juan o de la Madre de Dios.

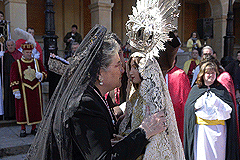
Primera procesión del Domingo de Resurrección en la que participó la virgen de la Blanca.

En la actualidad, durante la mañana del lunes, se realiza la procesión de todos los Santos Titulares de las Cuadrillas, que congregados en la plaza Mayor parten, hasta la ermita de la Virgen de la Soledad donde se celebra la misa en honor a la Virgen de la Blanca. Posteriormente los Santos de Cuadrilla (excepto El Salvador y la Virgen de La Mayor, de igual rango jerárquico), Jurados, Cuatros y la Ciudad de Soria le rinde pleitesía en la Plaza Mayor. Esta procesión, reinstaurada en 1939, venía a sustituir a la procesión de los Santos Titulares que se efectuaban hasta 1893 el Domingo de Calderas. 
Esta imagen fue sacada en la primera Procesión del Encuentro de la Semana Santa Soriana realizada en el año 2007 al no disponer aún de la talla de la Virgen de la Alegría. La razón que movió a la Junta de Cofradías a sacar en procesión esta imagen fue su tradicional presencia en las Fiestas de San Juan como patrona de las mismas.

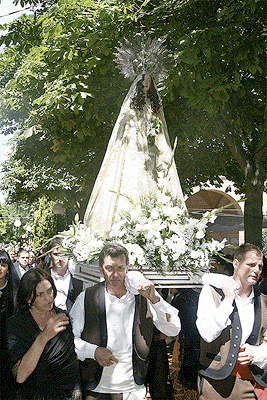
Virgen de la Blanca en procesión.

## Iconografía
La primitiva imagen románica de la Virgen podría haberse perdido cuando el general José Joaquín Durán mandó demoler el monasterio en 1812. Sin embargo, las rígidas facciones de la imagen actual con ojos almendrados, cejas arqueadas y labios ligeramente fruncidos y sonrientes, hacen pensar en una recomposición de la imagen románica original durante el siglo XVIII para ajustarla a los gustos de la época y convertirla en una imagen de vestir.
La imagen se encuentra en una de las capillas de la iglesia de El Salvador. Se trata de una talla vestida en la que solo se ven cabeza y manos. El rostro es de recias facciones femeninas, a los que se une un gesto de expresiva ternura maternal. Tiene cabellera negra, tendida y corona real en plata, bien labrada pieza compuesta por imperial aureola y cruz. Las manos solían disponerse abiertas y separadas hacia el pecho aunque en la actualidad se colocan en actitud de rezar, sujetando un rosario y un ramo de flores.